# Rhegmatorhina cristata
Rhegmatorhina cristata е вид птица от семейство Thamnophilidae.

## Разпространение
Видът е разпространен в Бразилия и Колумбия.